# Bernhard Ludwig Friedrich von Voltz
Bernhard Ludwig Friedrich Vol(t)z, später von Voltz, (* 1791 in Mosbach, Baden; † 26. März 1872 in München) war 1849 bis 1854 Regierungspräsident von Mittelfranken.

## Leben
Voltz stammte aus der Pfalz und war bürgerlicher Herkunft. Er studierte seit 1808 Rechtswissenschaften an der Universität Heidelberg und gehörte 1809 zu den Mitstiftern des Corps Suevia Heidelberg. Nach dem Kriegsdienst im Jahr 1814 trat er 1816 in bayerische Staatsdienste, zunächst als Assessor im Rheinkreis. Voltz wurde später nobilitiert und war von 1836 bis 1847 Ministerialrat im Ministerium des Innern in München. 1847 wurde er zum Staatsrat ernannt. 1849 bis 1854 war er Regierungspräsident von Mittelfranken. Danach war er bis 1865 wieder als Staatsrat im Ministerium des Innern tätig und trat dann aus Gesundheitsgründen in den Ruhestand.